# Dywizjon Żandarmerii KOP
Dywizjon Żandarmerii KOP (dżand. KOP) – „organ żandarmerii Korpusu Ochrony Pogranicza – jednostka organizacyjna, wyszkoleniowa i macierzysta”.

## Historia dywizjonu
Od kwietnia 1925 roku dowództwo KOP zabiegało o utworzenie w strukturze korpusu wojskowego organu bezpieczeństwa - dywizjonu Żandarmerii Wojskowej. Dwukrotnie szef Sztabu Generalnego opiniował wnioski negatywnie. Argumentował między innymi: KOP, będąc organem bezpieczeństwa powołanym do czuwania nad ładem i porządkiem, nie potrzebuje dodatkowego wewnętrznego organu służącego do analogicznych funkcji.
Dywizjon Żandarmerii KOP został sformowany latem 1927 roku na podstawie rozkazu L.dz. KOP 268/Tjn.Og.Org. z dnia 15 stycznia 1927 roku, jako samodzielna, liniowa, jednostka nieewidencyjna wojska utrzymywana z budżetu KOP. Oficerowie pełniący służbę w dywizjonie pozostawali na ewidencji kadry oficerów żandarmerii, natomiast podoficerowie i szeregowcy na ewidencji macierzystych dywizjonów żandarmerii. Jednostka funkcjonowała na podstawie „Tymczasowej Organizacji Dywizjonu Żandarmerii KOP” wydanej przez Ministerstwo Spraw Wewnętrznych (L.dz. 2000/Tj.27/Og.Org.).
Dywizjon wraz z podporządkowanymi pododdziałami stacjonował na terenie Okręgu Korpusu Nr I, II, III, VI i IX. Dowódca dywizjonu pełnił równocześnie funkcję szefa żandarmerii w Dowództwie KOP. Jednostka nie posiadała sztandaru i odznaki pamiątkowej. Oficerowie i podoficerowie od 1931 roku mogli otrzymać odznakę pamiątkową Żandarmerii. W 1939 roku zamierzano wprowadzić do użytku „Znak Służbowy Żandarmerii”. Znaki miały być numerowane. Dla dżand. KOP przewidziano numery od 12.000 do 12.999.
W 1929 „za zasługi w służbie granicznej Korpusu Ochrony Pogranicza” odznaczeni zostali Brązowym Krzyżem Zasługi: st. wachm. Karol Braidicz, st. wachm. Stanisław Cyran, st. wachm. Franciszek Korbecki, tyt. st. wachm. Władysław Bilski i wachm. Jakub Work.
3 maja 1932 Prezydent RP nadał Krzyż Niepodległości wachm. Karolowi Hübsch.
W dniach 20-21 stycznia 1936 roku dowódca dywizjonu przeprowadził przegląd zwyczajny Posterunku Żandarmerii przy Batalionie KOP „Słobódka”, którego dowódcą był starszy wachmistrz Władysław Turkiewicz. Dowódca dywizjonu w czasie przeglądu stwierdził, że „lokal, w którym mieści się posterunek niezły szczególnie wobec ciężkich warunków zakwaterowania w Słobódce. Położony w dobrym miejscu przy drodze prowadzącej z koszar do miasteczka. Mimo dużych możliwości, które stwarza dobry lokal, porządek koszarowy stanowczo niedostateczny, jak również niedostateczny jest stan czystości”. Podpułkownik Jagodziński zauważył, że te same uchybienia wytknął 28 grudnia 1935 roku porucznik Głowacki, pełniący obowiązki dowódcy plutonu. 28 stycznia 1936 roku odpisy protokołów zostały rozesłane wszystkim dowódcom plutonów z poleceniem przekazania ich podległym posterunkom, i „zwróceniem uwagi podkomendnym na błędy wytknięte przez Pana Dowódcę Dyonu Żand. w protokole przeglądu”. 31 stycznia 1936 roku dowódca Plutonu Żandarmerii przy Dowództwie Brygady KOP „Podole”, kapitan Stanisław Roszkiewicz przesyłając odpis protokołu zaznaczył, że „nie będę już operował słowami i wydawał całą masę rozkazów i pouczeń, ale winnych wykroczeń pociągnę do odpowiedzialności dyscyplinarnej (...)”.
Na podstawie zarządzenia dowódcy KOP L.500/Tjn.Og.Org/37 Reorganizacja KOP „R.3” I Faza z 23 lutego 1937 roku skład dywizjonu został zmniejszony z sześciu do czterech plutonów żandarmerii („Tarnopol”, „Łuniniec”, „Grodno” i „Wilejka”). Przeprowadzona reorganizacja wynikała z likwidacji trzech dowództw brygad KOP („Nowogródek”, „Wilno” i „Wołyń”) i pułku KOP „Czortków”, utworzeniem pułków KOP „Snów”, „Wilno” i „Zdołbunów” oraz usamodzielniem pułków KOP „Głębokie”, „Sarny”, „Wilejka” i „Wołożyn”.
Liczba posterunków uległa zwiększeniu. Cztery posterunki z plutonu żandarmerii przy Brygadzie KOP „Wołyń” zostały podporządkowane dowódcy plutonu żandarmerii przy Brygadzie KOP „Podole”, który został przemianowany na pluton żandarmerii KOP „Tarnopol”.
Dotychczasowy pluton żandarmerii przy Brygadzie KOP „Polesie” został przemianowany na pluton żandarmerii KOP „Łachwa” i powiększył swój skład o trzy plutony ze zlikwidowanego plutonu żandarmerii przy Brygadzie KOP „Nowogródek” oraz nowe posterunki żandarmerii KOP „Sarny” i „Tynne”.
Kolejne dwa posterunki dotychczasowego plutonu żandarmerii przy Brygadzie KOP „Nowogródek” weszły w skład plutonu żandarmerii przy Brygadzie KOP „Wilno”, który został przemianowany na pluton żandarmerii KOP „Wilejka” i przeniesiony z Wilna do Wilejki. W skład plutonu weszły również nowe posterunki żandarmerii „Głębokie” i „Wilejka” utworzone przy dowództwach pułków KOP noszących te same nazwy.
Dotychczasowy pluton żandarmerii przy Brygadzie KOP „Grodno” został przemianowany na pluton żandarmerii KOP „Grodno”. Dowódcy tego plutonu podporządkowano trzy posterunki z byłego plutonu żandarmerii przy Brygadzie KOP „Wilno”. Utworzono nowy posterunek żandarmerii w Oranach, natomiast zlikwidowano posterunek żandarmerii przy Centralnej Szkole Podoficerów KOP w Osowcu.
W kwietniu 1939 roku dokonano kolejnych zmian organizacyjnych:
- utworzono pluton żandarmerii KOP „Sarny”,
- dotychczasowy posterunek żandarmerii KOP „Sarny” w Straszowie został przemianowany na posterunek żandarmerii KOP „Straszów”,
- dowódcy plutonu żandarmerii KOP „Sarny” podporządkowano posterunki żandarmerii KOP „Straszów”, „Tynne”, „Bereźne” i „Rokitno” ze składu plutonu żandarmerii KOP „Łachwa” oraz nowy posterunek żandarmerii KOP „Mokwin”,
- zlikwidowano posterunek żandarmerii KOP „Suwałki” w związki z likwidacją batalionu KOP „Suwałki”[11].

## Tymczasowa organizacja i obsada personalna dżand KOP w 1927 roku
Dowództwo Dywizjonu Żandarmerii KOP w Warszawie
- mjr żand. Apolinary Jagodziński - dowódca dywizjonu
- mjr żand. Antoni Rudnicki - zastępca dowódcy dywizjonu
- wachm. Władysław Garbusiński z 10 dżand. (od 15 VI 1927)
- wachm. Kazimierz Jaworski z 1 dżand.
- żand. Franciszek Jackowski (od 1 VII 1927)

Pluton Żandarmerii przy 1 Brygadzie Ochrony Pogranicza w Zdołbunowie
- p.o. dowódcy plutonu - chor. żand. Adolf Krótki z 5 dżand. (od 5 VI 1927)
- odwód plutonu - st. wachm. Leon Rakieć z 9 dżand. (od 22 VI 1927)
- Posterunek Żandarmerii przy 3 Batalionie Granicznym w Hoszczy - st. wachm. Stanisław Śliwiński z 6 dżand. (od 22 VI 1927)
- Posterunek Żandarmerii przy 4 Batalionie Granicznym w Dederkałach - st. wachm. Stefan Scisłowski z rezerwy
- Posterunek Żandarmerii przy 11 Batalionie Granicznym w Mizoczu - st. wachm. Józef Przybylski z 8 dżand. (od 22 VI 1927)

Pluton Żandarmerii przy 2 Brygadzie Ochrony Pogranicza w Baranowiczach
- p.o. dowódcy plutonu -
- odwód plutonu -
- Posterunek Żandarmerii przy 6 Batalionie Granicznym w Iwieńcu - wachm. Franciszek Kwiatos z 4 dżand. (od 13 VII 1927)
- Posterunek Żandarmerii przy 8 Batalionie Granicznym w Stołpcach - wachm. Józef Musiałek z 9 dżand. (od 13 VII 1927)
- Posterunek Żandarmerii przy 9 Batalionie Granicznym w Klecku
  - wachm. Bronisław Kostrz z 9 dżand. (od 13 VII 1927)
  - wachm. Jan Kuryluk z 5 dżand. (od 18 VII 1927)
  - st. żand. Jan Barcik z 4 dżand. (od 13 VII 1927)

Pluton Żandarmerii przy 3 Brygadzie Ochrony Pogranicza w Wilejce
- p.o. dowódcy plutonu - chor. żand. Włodzimierz Senyszyn z 1 dżand. (od 5 VI 1927)
- odwód plutonu - st. wach. Józef Matula z 7 dżand. (od 22 VI 1927)
- Posterunek Żandarmerii przy 1 Batalionie Granicznym w Budsławiu - wachm. Stanisław Olek z 7 dżand. (od 22 VI 1927)
- Posterunek Żandarmerii przy 5 Batalionie Granicznym w Łużkach - st. wachm. Andrzej Dull z 10 dżand. (od 22 VI 1927)
- Posterunek Żandarmerii przy 7 Batalionie Granicznym - wachm. Aleksander Twardjewicz z 1 dżand. (od 22 VI 1927)
- Posterunek Żandarmerii przy 10 Batalionie Granicznym w Krasnem - st. wachm. Otton Stahl z 6 dżand. (od 22 VI 1927)

Pluton Żandarmerii przy 4 Brygadzie Ochrony Pogranicza w Czortkowie
- p.o. dowódcy plutonu -
- odwód plutonu - st. wachm. Władysław Turkiewicz z 6 dżand. (od 13 VII 1927)
- Posterunek Żandarmerii przy 12 Batalionie Granicznym w Skałacie - wachm. Jan Wajss z 6 dżand. (od 13 VII 1927)
- Posterunek Żandarmerii przy 13 Batalionie Granicznym w Kopyczyńcach
- st. wachm. Józef Zyguła z 2 dżand. (od 13 VII 1927)
- wachm. Antoni Surma z 6 dżand. (od 18 VII 1927)
- Posterunek Żandarmerii przy 14 Batalionie Granicznym w Borszczowie - st. wachm. Jan Wacław Rzepczyński[c] z 4 dżand. (od 18 VII 1927)

Pluton Żandarmerii przy 5 Brygadzie Ochrony Pogranicza w Łachwie
- p.o. dowódcy plutonu - chor. żand. Stanisław Szarek z 1 dżand. (od 28 VI 1927)
- odwód plutonu - st. wachm. Aleksander Słabczyński z 2 dżand. (od 4 VII 1927)
- Posterunek Żandarmerii przy 2 Batalionie Granicznym w Bereźno-Żurno - wachm. Karol Stachowiak z 7 dżand. (od 22 VI 1927)
- Posterunek Żandarmerii przy 15 Batalionie Granicznym w Czuczewiczach - st. wachm. Adam Kiełbasa z 5 dżand. (od 4 VII 1927)
- Posterunek Żandarmerii przy 16 Batalionie Granicznym w Sienkiewiczach
  - tyt. st. wachm. Ludwik Żołądek z 2 dżand. (od 4 VII 1927)
  - st. wachm. Stanisław Cyran z 8 dżand. (od 18 VII 1927)
- Posterunek Żandarmerii przy 17 Batalionie Granicznym w Dawidgródku - st. wachm. Franciszek Miszczuk z 10 dżand. (od 4 VII 1927)
- Posterunek Żandarmerii przy 18 Batalionie Granicznym w Rokitnie - tyt. wachm. Stanisław Szczybalski z 4 dżand.(od 4 VII 1927)

Pluton Żandarmerii przy 6 Brygadzie Ochrony Pogranicza w Wilnie
- odwód plutonu - wachm. Karol Braidicz z 10 dżand.
- Posterunek Żandarmerii przy 19 Batalionie Granicznym w Słobódce - wach. Bolesław Bisikiewicz z 5 dżand.
- Posterunek Żandarmerii przy 20 Batalionie Granicznym w Święcianach - tyt. st. wachm. Władysław Bilski z 6 dżand.
- Posterunek Żandarmerii przy 21 Batalionie Granicznym w Niemenczynie
- Posterunek Żandarmerii przy 22 Batalionie Granicznym w Trokach - tyt. wachm. Michał Waligóra z 2 dżand.
- Posterunek Żandarmerii przy 23 Batalionie Granicznym w Druskiennikach - tyt. st. wachm. Józef Załuski z 3 dżand.
- Posterunek Żandarmerii przy 24 Batalionie Granicznym w Sejnach - st. wachm. Jan Bojko z 6 dżand.

## Organizacja pokojowa dżand. KOP w 1929 roku
W związku z reorganizacją brygad KOP, dowódca KOP zatwierdził nowy skład organizacyjny dywizjonu żandarmerii. Dywizjon miał składać się z sześciu plutonów o zmiennej ilości posterunków przydzielonych do poszczególnych brygad. Posterunki żandarmerii 10, 5, 1 i 7 batalionu KOP zostały organizacyjnie wcielone do plutonu żandarmerii Brygady KOP „Wilno”. Posterunki 6 i 28 batalionu KOP do plutonu żandarmerii Brygady KOP „Nowogródek” .
Plutony i posterunki żandarmerii

pluton żandarmerii przy Brygada KOP „Podole” w Tarnopolu (tymczasowo w Czortkowie)
- posterunek żandarmerii przy 14 batalionie KOP „Borszczów” w Borszczowie
- posterunek żandarmerii przy 25 batalionie KOP „Czortków” w Czortkowie
- posterunek żandarmerii przy 13 batalionie KOP „Kopyczyńce” w Kopyczyńcach
- posterunek żandarmerii przy 12 batalionie KOP „Skałat” w Skałacie

pluton żandarmerii przy Brygadzie KOP „Wołyń” w Łucku (tymczasowo w Zdołbunowie)
- posterunek żandarmerii przy 4 batalionie KOP „Dederkały” w Dederkałach
- posterunek żandarmerii przy 11 batalionie KOP „Ostróg” w Ostrogu
- posterunek żandarmerii przy 3 batalionie KOP „Hoszcza” w Hoszczy
- posterunek żandarmerii przy 3 batalionie KOP „Żytyń” w Żytyniu

pluton żandarmerii przy Brygadzie KOP „Polesie” Brześciu nad Bugiem (tymczasowo w Łachwie)
- posterunek żandarmerii przy 2 batalionie KOP „Bereźne” w Bereźnie
- posterunek żandarmerii przy 18 batalionie KOP „Rokitno” w Rokitnie
- posterunek żandarmerii przy 17 batalionie KOP „Dawidgródek” w Dawidgródku
- posterunek żandarmerii przy 16 batalionie KOP „Sienkiewicze” w Sienkiewiczach
- posterunek żandarmerii przy 15 batalionie KOP „Ludwikowo” w Ludwikowie

pluton żandarmerii przy 2 Brygadzie KOP „Nowogródek” tymczasowo w Baranowiczach
- posterunek żandarmerii przy 2 batalionie KOP „Iwieniec” w Iwieńcu
- posterunek żandarmerii przy 23 batalionie KOP „Wołożyn” w Wołożynie
- posterunek żandarmerii przy 9 batalionie KOP „Kleck” w Klecku
- posterunek żandarmerii przy 8 batalionie KOP „Stołpce” w Stołpcach
- posterunek żandarmerii przy 27 batalionie KOP „Snów” w Snowie

pluton żandarmerii przy Brygadzie KOP „Wilno” w Wilnie
- posterunek żandarmerii przy 10 batalionie KOP „Krasne” w Krasnem
- posterunek żandarmerii przy 1 batalionie KOP „Budsław” w Budsławiu
- posterunek żandarmerii przy 7 batalionie KOP „Podświle”
- posterunek żandarmerii przy 5 batalionie KOP „Łużki” w Łużkach
- posterunek żandarmerii przy 19 Batalionie Granicznym w Słobódce
- posterunek żandarmerii przy 20 batalionie KOP „Nowe Święciany” w Święcianach
- posterunek żandarmerii przy 21 batalionie KOP „Niemenczyn” w Niemenczynie
- posterunek żandarmerii przy 22 batalionie KOP „Troki” w Trokach

pluton żandarmerii przy Brygadzie KOP „Grodno” w Grodnie
- posterunek żandarmerii przy 23 batalionie KOP „Orany” tymczasowo w Druskiennikach
- posterunek żandarmerii przy 24 batalionie KOP „Sejny” w Sejnach
- posterunek żandarmerii przy 29 batalionie KOP „Suwałki” w Suwałkach
- posterunek żandarmerii przy batalionie szkolnym „Osowiec” w Osowcu

## Organizacja i dyslokacja pokojowa dywizjonu w 1939 roku
Organizacja i dyslokacja pokojowa dywizjonu w 1939 roku (obok nazwy jednostki organizacyjnej, w cudzysłowie podano numer kryptonimu).
Dowództwo Dywizjonu Żandarmerii KOP w Warszawie, ul. Chałubińskiego 3b „136”
- Posterunek Żandarmerii przy Dowództwie KOP „66”

Pluton Żandarmerii KOP „Tarnopol” w Tarnopolu, ul. Słowackiego 2 (od 1930 w Czortkowie) „173”
- Posterunek Żandarmerii Czortków przy Dowództwie Brygady KOP Podole „116”
- Posterunek Żandarmerii Borszczów „167”
- Posterunek Żandarmerii Kopyczyńce „142”
- Posterunek Żandarmerii Skałat „2”
- Posterunek Żandarmerii Dederkały „146”
- Posterunek Żandarmerii Ostróg „56”
- Posterunek Żandarmerii Hoszcza „138”
- Posterunek Żandarmerii Żytyń przy Dowództwie Pułku KOP Zdołbunów „79”
- Patrol Okresowy Mielnice nad Dniestrem[15]
- Patrol Okresowy Hnilice Wielkie

Pluton Żandarmerii KOP „Łachwa” w Łachwie „33”
- Posterunek Żandarmerii przy Dowództwie Brygady KOP „Polesie” „133”
- Posterunek Żandarmerii Sienkiewicze
- Posterunek Żandarmerii Dawidgródek „63”
- Posterunek Żandarmerii Ludwikowo „166”
- Posterunek Żandarmerii przy Dowództwie Pułku KOP „Snów” „140”
- Posterunek Żandarmerii Kleck „113”
- Posterunek Żandarmerii Stołpce „43”

Pluton Żandarmerii KOP „Wilejka” w Wilejce „7”
- Posterunek Żandarmerii przy Dowództwie Pułku KOP Wołożyn „148”
- Posterunek Żandarmerii Iwieniec „19”
- Posterunek Żandarmerii Krasne „20”
- Posterunek Żandarmerii Budsław „76”
- Posterunek Żandarmerii przy Dowództwie Pułku KOP Wilejka „130”
- Posterunek Żandarmerii Podświle „105”
- Posterunek Żandarmerii Łużki „153”
- Posterunek Żandarmerii Słobódka „165”
- Posterunek Żandarmerii przy Dowództwie Pułku KOP Głębokie „74”

Pluton Żandarmerii KOP „Grodno” w Grodnie „46”
- Posterunek Żandarmerii Nowe Święciany „9”
- Posterunek Żandarmerii Niemenczyn „84”
- Posterunek Żandarmerii przy Dowództwie Pułku KOP Wilno „13”
- Posterunek Żandarmerii Orany „92”
- Posterunek Żandarmerii Druskienniki „154”
- Posterunek Żandarmerii Sejny „69”
- Posterunek Żandarmerii Suwałki „124”

Pluton Żandarmerii KOP „Karpaty” w Stryju „191”
- Posterunek Żandarmerii Skole „221”
- Posterunek Żandarmerii Dolina „240” (później jako Posterunek Żandarmerii Sołotwina)
- Posterunek Żandarmerii Nadwórna „179” (później jako Posterunek Żandarmerii Delatyn)
- Posterunek Żandarmerii Komańcza „227”
- Posterunek Żandarmerii „243”
- Posterunek Żandarmerii Dukla „244”

Pluton Żandarmerii KOP „Sarny” w Sarnach „215”
- Posterunek Żandarmerii Mokwin „233”
- Posterunek Żandarmerii Straszów (były Posterunek Żandarmerii przy Dowództwie Pułku KOP „Sarny”) „35”
- Posterunek Żandarmerii Tynne „177”
- Posterunek Żandarmerii Bereźne „90”
- Posterunek Żandarmerii Rokitno „109”

## Kadra Dywizjonu Żandarmerii KOP
Dowódca dywizjonu
- mjr / płk żand. Apolinary Jagodziński (17 III 1927[16] - 1939[17])

Zastępcy dowódcy dywizjonu
- mjr żand. Antoni Rudnicki (25 VI 1927 - 23 III 1932 → dowódca 4 dżand.)
- mjr żand. Piotr Guziorski (23 III 1932 - 24 X 1934 → dowódca 10 dżand.)
- kpt. / mjr żand. Szymon Mayblum (27 X 1934 - 1939[17])

Adiutant
- por. żand. Jan Stefan Dąbrowski (1939[17])

Oficerowie śledczy dywizjonu
- por. żand. Marceli Kończyński
- kpt. żand. Włodzimierz Kościuk (p.o. 20 II - 21 III 1934)
- kpt. żand. mgr Franciszek Maksymilian Bieńkowski (21 III - 22 XII 1934 → Dowództwo Żandarmerii MSWojsk)
- kpt. żand. Zygmunt Puchalik z 1 dżand. (od 22 XII 1934)
- kpt. żand. Ludwik Stanisław Kamiński (31 XII 1935[18] – 1939[17])

Dowódcy Plutonu Żandarmerii przy Brygadzie KOP „Grodno”
- por. / kpt. żand. Emil Kazimierz Bukała[d] (do 22 XII 1934 → Dowództwo Żandarmerii MSWojsk)
- kpt. żand. Ludwik Stanisław Kamiński z 3 dżand. (od 22 XII 1934[19])
- kpt. żand. Antoni Leon Wiśniewski[20] (1939[17])

Dowódcy Plutonu Żandarmerii przy Brygadzie KOP „Nowogródek”
- kpt. żand. Włodzimierz Kościuk (od VII 1927)[21]
- kpt. żand. Ignacy Kazimierz Ślisz z 7 dżand. (21 III - 6 VIII 1934)
- kpt. żand. Mieczysław I Janowski (od 8 VIII 1934)

Dowódcy Plutonu Żandarmerii przy Brygadzie KOP „Wilno”
- kpt. żand. Ignacy Kazimierz Ślisz[e] z 7 dżand. (6 VIII 1934 - † 25 X 1935[22])

Dowódcy Plutonu Żandarmerii przy Brygadzie KOP „Podole” (Plutonu Żandarmerii „Tarnopol”)
- kpt. żand. Kazimierz Kaciukiewicz (1 XII 1930 - 9 XII 1932)
- kpt. żand. Stanisław Wincenty Roszkiewicz[23]
- por. żand. Czesław Julian Krzemiński (1939[24])

Dowódcy Plutonu Żandarmerii przy Brygadzie KOP „Polesie” (Plutonu Żandarmerii „Łachwa”)
- kpt. żand. Marceli Kończyński (do XII 1934)
- por. żand. Józef Nawara (1939[17])

Dowódcy Plutonu Żandarmerii „Karpaty”
- kpt. żand. Stefan Jan Kopczyński (1939[17])

Dowódcy Plutonu Żandarmerii „Sarny”
- kpt. żand. Władysław Matczak (1939[17])

Dowódcy Plutonu Żandarmerii „Wilejka”
- por. żand. Władysław Bazyli Grabowski[25][26][27] (1939[24])

Oficerowie dywizjonu
- kpt. żand. Wiktor Zakliński z 10 dżand. (koż)
- kpt. żand. Jan Kanty Włodzimierz Budzianowski z 6 dżand. (koż)
- por. / kpt. żand. Wilhelm Szaffer[f] - dowódca Plutonu Żandarmerii przy Brygadzie KOP „Wołyń” (do 22 V 1933 → dowódca Morskiego Plutonu Żandarmerii)
- por. żand. Tadeusz Chuderski z 6 dżand. (koż)[28]
- kpt. żand. Józef Paweł Hand z dyonu szkol. żand. (koż)[29]
- por. Ryszard Węgierkiewicz[g] (od 23 XII 1927[30] do 6 VII 1929 → referent w Wojsk. Zakł. Zaop. Int. i Tab.[31])
- por. żand. Jerzy Kazimierz Gracjan Dąbrowski - dowódca Plutonu Żandarmerii przy Brygadzie KOP „Polesie” (do 6 III 1933[32])
- por. żand. Rudolf Franciszek Petz z 4 dżand. - dowódca Plutonu Żandarmerii przy Brygadzie KOP „Polesie” (od 6 III 1933[33])
- por. żand. Stanisław Głowacki[h] - zastępca dowódcy Plutonu Żandarmerii przy Brygadzie KOP „Wołyń” (od 8 V 1933), następnie zastępca dowódcy Plutonu Żandarmerii przy Brygadzie KOP „Wilno”

Podoficerowie
- st. wachm. Franciszek Jackowski – komendant Posterunku Żandarmerii Ostróg †1940 Kalinin[34]